# Ivan Daneu
Ivan Daneu (tudi Danev), slovenski učitelj in pisec šolskih učbenikov, * 6. december 1870, Opčine, † 8. junij 1932, Sveti Ivan, Trst.

## Življenje in delo
Oče mu je bil posestnik in delavec na železnici Josip. Mati mu je bila kmetica Helena (roj. Hrovatin).
Končal je 6. razredov nemške gimnazije v Trstu in učiteljišče v Kopru. Po končanem šolanju je poučeval na Proseku in Bazovici, bil šolski upravitelj na ljudski šoli pri Sv. Ivanu in od 1919 do upokojitve didaktični ravnatelj. Sam ali v soavtorstvu je napisal v slovenskem jeziku tri šolska berila: Peto berilo za peti razred in Šesto berilo za šesti razred (1922) ter Tretje berilo (1925) za tretji razred ljudske šole. Bil je tudi soustanovitelj Slovenskega društva učiteljev Julijske krajine in njegovega učiteljskega pevskega zbora.